# آیلمر گولد هانتر-وستون
آیلمر گولد هانتر-وستون (انگلیسی: Aylmer Hunter-Weston؛ ۲۳ سپتامبر ۱۸۶۴ – ۱۸ مارس ۱۹۴۰) فرد نظامی اهل بریتانیا بود. وی همچنین برندهٔ جوایزی همچون نشان حمام شده‌است.